# Sendlinger Tor (stacja metra)
Sendlinger Tor - stacja metra w Monachium, na linii U1, U2, U3 i U6. Stacja została otwarta 19 października 1971.